# Fazıl Hüsnü Dağlarca
Fazıl Hüsnü Dağlarca (Istanbul, 26 agosto 1914 – Istanbul, 15 ottobre 2008) è stato un poeta turco tra i più prolifici della Letteratura turca: alla sua morte ha lasciato oltre sessanta raccolte di poesie, pubblicate tra gli anni trenta e il 2007.

## Biografia
Abile compositore, tessitore di versi, sapeva usare i suoni e le rime in modo del tutto nuovo e originale, il che gli ha permesso di contribuire in modo significativo allo svecchiamento della Poesia in Turchia. Le sue poesie sono tuttavia semplici e trattano i più svariati argomenti: dai quesiti sull'esistenza all'opposizione alla violenza della Guerra d'indipendenza turca, al contrario esaltata da quasi tutti gli altri colleghi connazionali. È sbagliato, comunque, ritenere la poetica di Dağlarca una poetica alla occidentale: in lui il nuovo, l'originale, sa abbinarsi alla tradizione.
Per le sue poesie e la sua morale, ha ricevuto il prestigioso Струшки Вечери на Поезијата nel 1974. L'anno prima il premio era stato conferito all'italiano Eugenio Montale e prima ancora al grande Pablo Neruda, entrambi Premi Nobel per la letteratura. È inoltre noto in Occidente per alcune raccolte - che costituiscono solo una parte irrisoria di tutta la sua opera - tradotte in Inglese dal connazionale Talat Sait Halman in Selected Poems (Poesie scelte) nel 1968.
Deceduto il 15 ottobre 2008, è stato seppellito il 20 dello stesso mese nel cimitero di Karacaahmet, nella parte vecchia dell'amata Istanbul.